# Fairfield (Washington)
Fairfield je gradić u američkoj saveznoj državi Washington. Prema popisu stanovništva iz 2010. u njemu je živjelo 612 stanovnika.